# Fukomys anselli
Fukomys anselli е вид бозайник от семейство Bathyergidae. Видът е почти застрашен от изчезване.

## Разпространение
Разпространен е в Замбия.